# Lyrognathus lessunda
Lyrognathus lessunda là một loài nhện trong họ Theraphosidae.
Loài này thuộc chi Lyrognathus. Lyrognathus lessunda được miêu tả năm 2010 bởi West en Nunn.